# 히스파니올라섬
히스파니올라섬(영어: Hispaniola, 프랑스어: Hispaniola 이스파니올라섬[*], 스페인어: La Española 에스파뇰라섬[*], 아이티어: Ispayola)은 서인도 제도에서 두 번째로 큰 섬으로 쿠바섬 동쪽에 있다. 크리스토퍼 콜럼버스가 1492년에 있었던 1차 항해, 1493년에 있었던 2차 항해에서 들러 스페인의 첫 식민지를 건설한 곳이기도 하다. 섬의 서쪽 1/3은 아이티의 영토이고, 동쪽 2/3는 도미니카 공화국의 영토이다.

## 같이 보기
- 국경으로 나뉜 섬 목록